# Phaeosia intermedia
Phaeosia intermedia là một loài bướm đêm thuộc phân họ Arctiinae, họ Erebidae.